# Любимівка (Таврійська сільська громада)
Люби́мівка — село в Україні, у Таврійській сільській громаді Запорізького району Запорізької області. Орган місцевого самоврядування — Таврійська сільська рада. Населення становить 122 осіб.

## Географія
Село Любимівка розташоване на правому березі річки Кінська, вище за течією на відстані 0,5 км розташоване село Таврійське, нижче за течією на відстані 2,5 км розташоване село Одарівка, на протилежному березі — село Юрківка. Річка в цьому місці звивиста, утворює лимани і стариці. Поруч проходять автошлях національного значення Н08 (Бориспіль — Запоріжжя — Маріуполь) та залізниця Запоріжжя II — Пологи, станція Обща (за 2 км).

## Історія
Село засноване до 1932 року (точна дата невідома).
28 липня 2016 року Таврійська сільська рада, вході децентралізації, об'єднана з Таврійською сільською громадою.
17 липня 2020 року в результаті адміністративно-територіальної реформи та ліквідації Оріхівського району село увійшло до складу Запорізького району.

## Населення

### Мова
Розподіл населення за рідною мовою за даними перепису 2001 року:
| Мова            | Відсоток |
| --------------- | -------- |
| українська      | 90,98%   |
| російська       | 6,56%    |
| інші/не вказали | 2,46%    |